# Зигизмунд Лудвиг фон Дитрихщайн
Зигизмунд Лудвиг фон Дитрихщайн (на немски: Sigismund Ludwig Graf von Dietrichstein; * 1603; † 18 октомври 1653, Грац) е от 1631 г. австрийски граф от род Дитрихщайн в Каринтия, фрайхер на Холенбург и Финкенщайн. Той служи на императорите Ферднанд II, Ферднанд III и Леополд I като „камер-хер“, канцлер и президент на дворцовия съвет.

## Живот
Той е син на фрайхер Еразмус фон Дитрихщайн-Вайхзелщет и втората му съпруга Юлиана Ваген фон Вагеншперг, дъщеря на Йохан Балтазар Ваген фон Вагеншперг († 1612) и Катарина Шрот фон Киндберг (* 1548). Брат е на бездетният Георг Зайфрид фон Дитрихщайн († сл. 1673, Мантуа) и граф Йохан Балтазар фон Дитрихщайн († 1634), женен 1634 г. във Виена за бургграфиня Елеоноря Евзебия фон Дона († 1676). Внук е на фрайхер Зайфрид фон Дитрихщайн-Вайхзелщет († 1583) и Урсула фон Зигерсдорф. Правнук е на Леонхард фон Дитрихщайн-Вайхзелщет († сл. 1559).
Зигизмунд Лудвиг е роден протестант и през 1630 г. става католик. През 1631 г. той и брат му Йохан Балтазар са издигнати на граф.
През 1639 г. Зигизмунд Лудвиг получава именията Ландскрон и Велден в Каринтия, които остават във фамилията Дитрихщайн до нейното измиране през 1861 г.

## Фамилия
Зигизмунд Лудвиг фон Дитрихщайн се жени през 1632 г. за графиня Анна Мария фон Мегау (* 1610; † 3 май 1698, Виена), дъщеря на имперски граф Леонхард Хелфрид фон Мегау (1577 – 1644) и фрайин Анна Сузана Куен фон Белази († 1628). Те имат осем деца:
- Анна Терезия, омъжена на 2 септември 1653 г. за граф Франческо Никола ди Лодрон († 15 юли 1695)
- Пиус Андреа Йозеф
- Зигмунд Хелфрид фон Дитрихщайн (* 1635; † 2 април 1690), женен на 8 март 1666 г. за Мария Изабела Гонзага (* 1638; † 26 април 1702); имат син и дъщеря
- Франц Йозеф († 1722)
- Елеонора (* 1 септември 1639, Грац; † 15 февруари 1704, Виена), омъжена на 6 ноември 1657 г. в Грац за граф Йохан Ото фон Риндсмаул († 28 септември 1667, Грац)
- Сузана Поликсена († 20 юни 1706), омъжена за граф Бернард Игна Ян Борита з Мартиник (* 1615; † 7 януари 1685, Прага), 1657 г. рицар на Ордена на Златното руно
- Франц Антон Адам фон Дитрихщайн (* 30 март 1642, Грац; † 24 юли 1702, Виена), граф на Дитрихщайн-Вайхзелсттет, фрайхер на Холенбург и Финкенщайн, женен 1669 г. за графиня Мария Цецилия Розина фон Траутмансдорф (* 1647; † 13 декември 1706, Грац); имат един син и две дъщери
- Георг Зигфрид фон Дитрихщайн (* 17 ноември 1645; † 27 декември 1714), граф на Дитрихщайн-Финкенщайн, женен на 24 април 1676 г. за фрайин Йохана Мария Хофман фон Грюнбюхел († 26 декември 1680); имат дъщеря и син